# Ablis
Ablis [abli] ist eine französische Gemeinde im Département Yvelines in der Region Île-de-France. Sie liegt im Arrondissement Rambouillet im Kanton Rambouillet.
Der Ort liegt etwa 30 Kilometer südlich von Paris. Die Gemeinde umfasst ca. 26 Quadratkilometer, die zumeist (80 Prozent) landwirtschaftlich genutzt werden, auf 155 Meter Meereshöhe. Sie hat 3814 Einwohner (Stand 1. Januar 2022). Bei Ablis beginnt die Autoroute A 11 (L'Océane), die nach Nantes führt.

## Geschichte
Der Ort ist 1140 als Ableis, 1250 als Abbayes, 1516 als Ableys, im 17. Jahrhundert als Ablys und im 18. Jahrhundert als Ablais belegt. Er gehörte nach und nach verschiedenen Klöstern.
Ablis wurde 1870 im Deutsch-Französischen-Krieg von deutschen Truppen zerstört, weil die Bewohner des Ortes eine 1500 Mann starke Einheit der sogenannten Francs-tireurs unterstützt hatten, wodurch eine deutsche Einheit in einen Hinterhalt geraten war. Theodor Fontane schildert die Zerstörung Ablis' in seinem Werk Kriegsgefangen.

## Bevölkerungsentwicklung
| Jahr      | 1962 | 1968 | 1975 | 1982 | 1990 | 1999 | 2006 | 2015 | 2021 |
| Einwohner | 1034 | 1100 | 1115 | 1367 | 2033 | 2705 | 3142 | 3426 | 3715 |

## Sehenswürdigkeiten

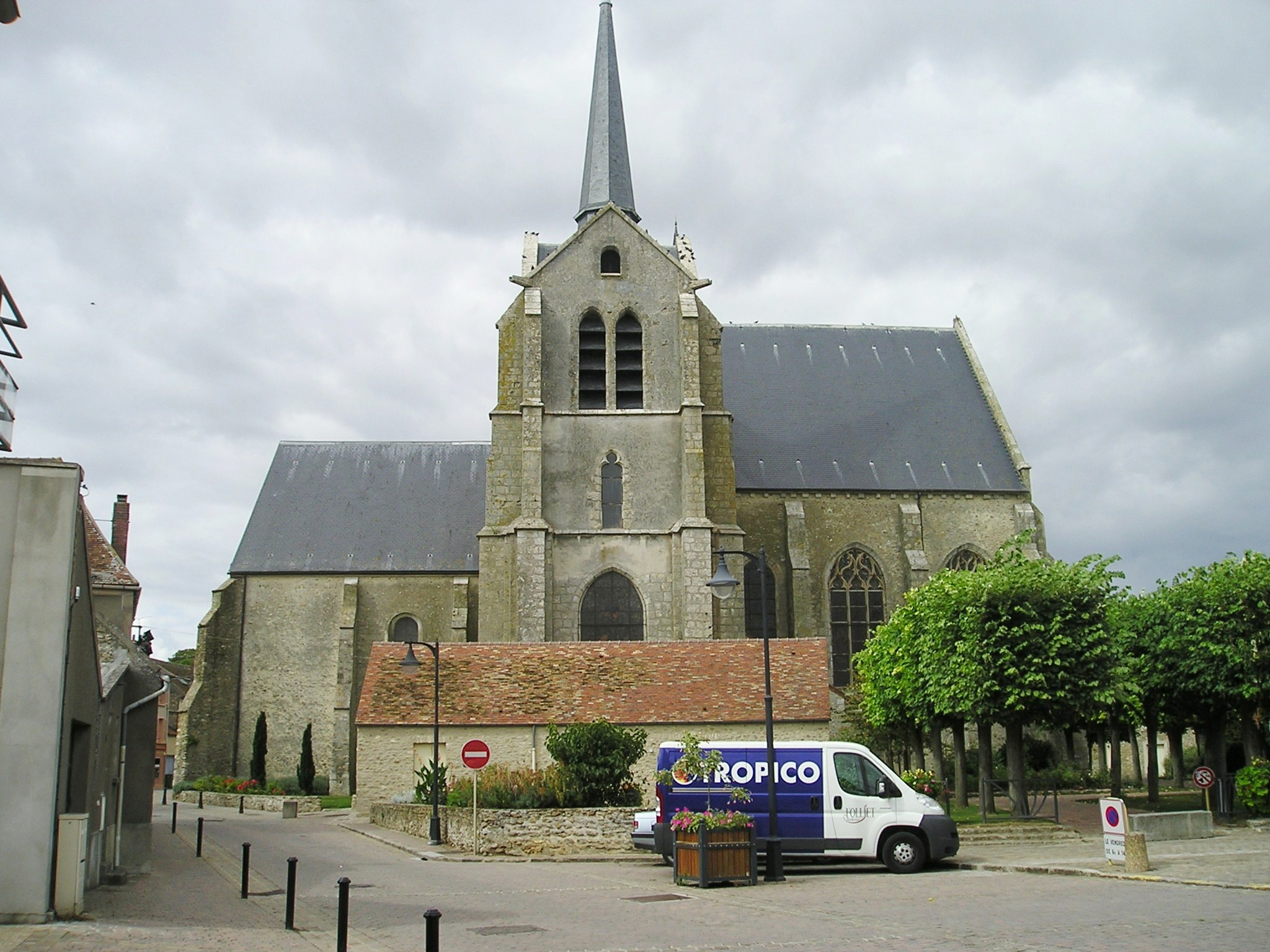
Kirche Saint-Pierre-Saint-Paul

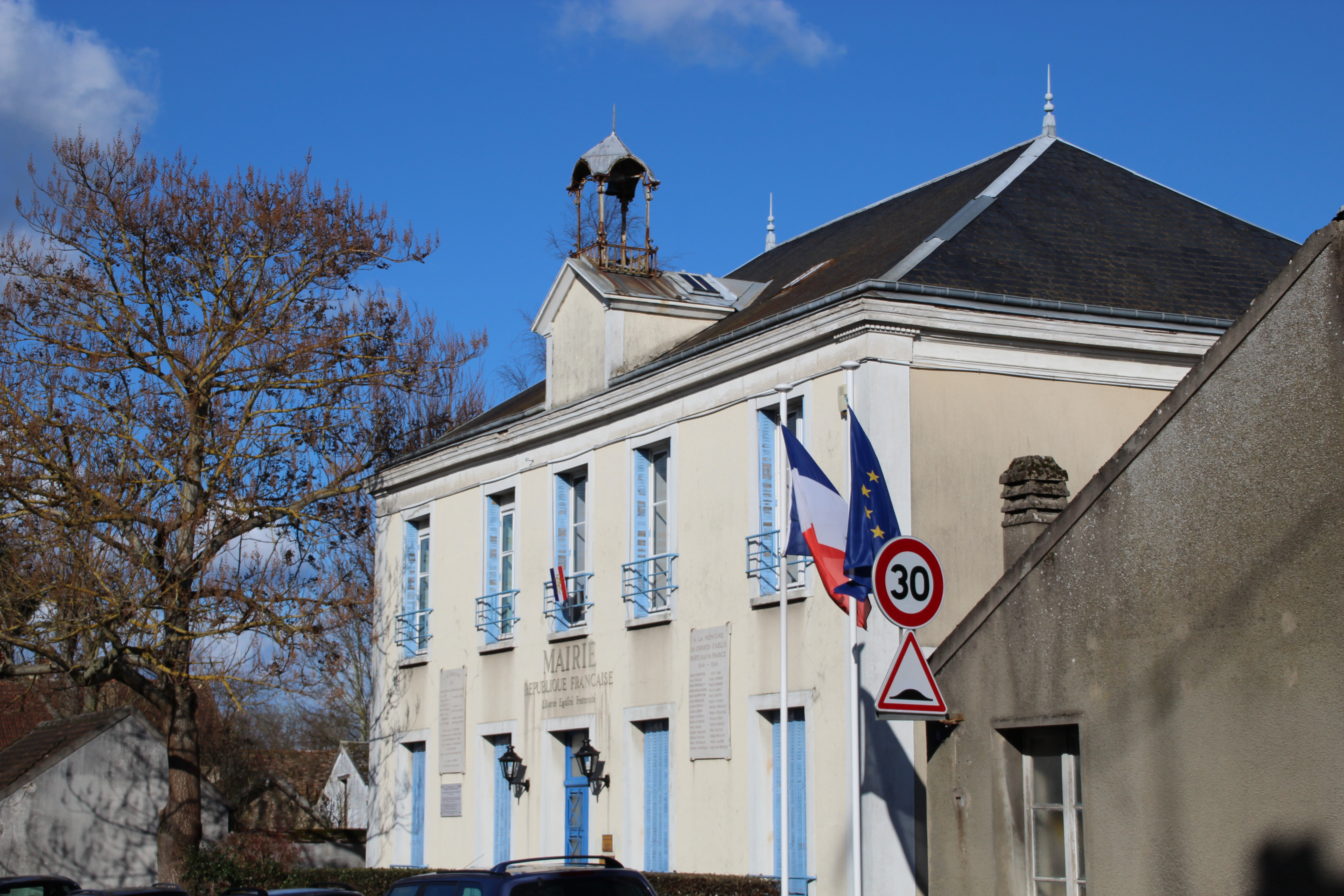
Mairie (Rathaus)

Siehe auch: Liste der Monuments historiques in Ablis
- Die katholische Kirche St-Pierre-St-Paul ist im westlichen Teil romanisch (12. Jahrhundert), der Glockenturm stammt aus dem 13. Jahrhundert, der gotische Ostchor aus dem 14./15. Jahrhundert. Die Kirche war eine Station auf dem Pilgerweg nach Santiago de Compostela.
- Das Priorat der Abtei Saint Epain-Saint Blaise wird noch heute „L'Abbaye“ genannt.
- Das Leprosen-Hospital aus dem Mittelalter wurde mehrmals umgebaut und ist heute ein Altersheim.

## Gemeindepartnerschaften
- Seit 1979 mit Wendelsheim am Neckar